# Ренье, Анриетта
Анриетта Ренье (фр. Henriette Renié; 1875 — 1956) — французская арфистка , композитор и музыкальный педагог.
В пятилетнем возрасте, под впечатлением от игры на арфе Альфонса Хассельманса, Анриетта Ренье решила, что должна учиться игре на этом инструменте. В 1885 году она стала ученицей Хассельманса в Парижской консерватории — и уже в это время начала сама давать первые уроки. В 12 лет Ренье начала концертировать, а в консерватории ей было разрешено, в виде исключения, посещать занятия по гармонии и композиции (к которым, в виде общего правила, студенты допускались лишь с четырнадцати лет).
В 1901 году Ренье завершила работу над Концертом для арфы с оркестром, который был принят Камилем Шевийяром для исполнения Оркестром Ламурё; однако из-за слабого здоровья Ренье, которая должна была солировать, состоялось лишь несколько концертов. Другое известное сочинение Ренье, «Легенда» (по мотивам Леконта де Лиля), было завершено в 1903 году. По состоянию здоровья и по семейным обстоятельствам Ренье и в дальнейшем концертировала не слишком много; в 1920-30-е годы она осуществила ряд записей и выступлений по радио.
Несмотря на то, что Ренье преподавала дочери Хассельманса Маргерит и была с ней дружна, её отношения со своим учителем были довольно напряжёнными (вероятно, из-за конкуренции на ниве частных уроков). Эта враждебность сказалась, в частности, на ранних годах выдающегося ученика Ренье, Марселя Гранжани, которого в консерватории несколько затирали. Но в 1912 году Хассельманс по состоянию здоровья ушёл в отставку из консерватории и предложил руководству пригласить Ренье на своё место; однако назначение Ренье не состоялось (как считается, из-за глубокой и несколько демонстративной религиозности Ренье, которая расходилась с официальным государственным курсом на укрепление светских оснований общества), и Хассельманс умер в тот же вечер, когда ему об этом сообщили. В дальнейшем Ренье по большей части преподавала частным образом, однако её педагогическое влияние было очень велико, а обобщённый ею (в книге, написанной в годы Второй мировой войны) преподавательский опыт лёг в основу преподавания арфы многими сегодняшними педагогами.
Брат Ренье, Жан-Анри (фр. Jean-Henri Renié; 1867—1914) был композитором, автором ряда камерных сочинений.